# كراسني بالتييتس (محطة)

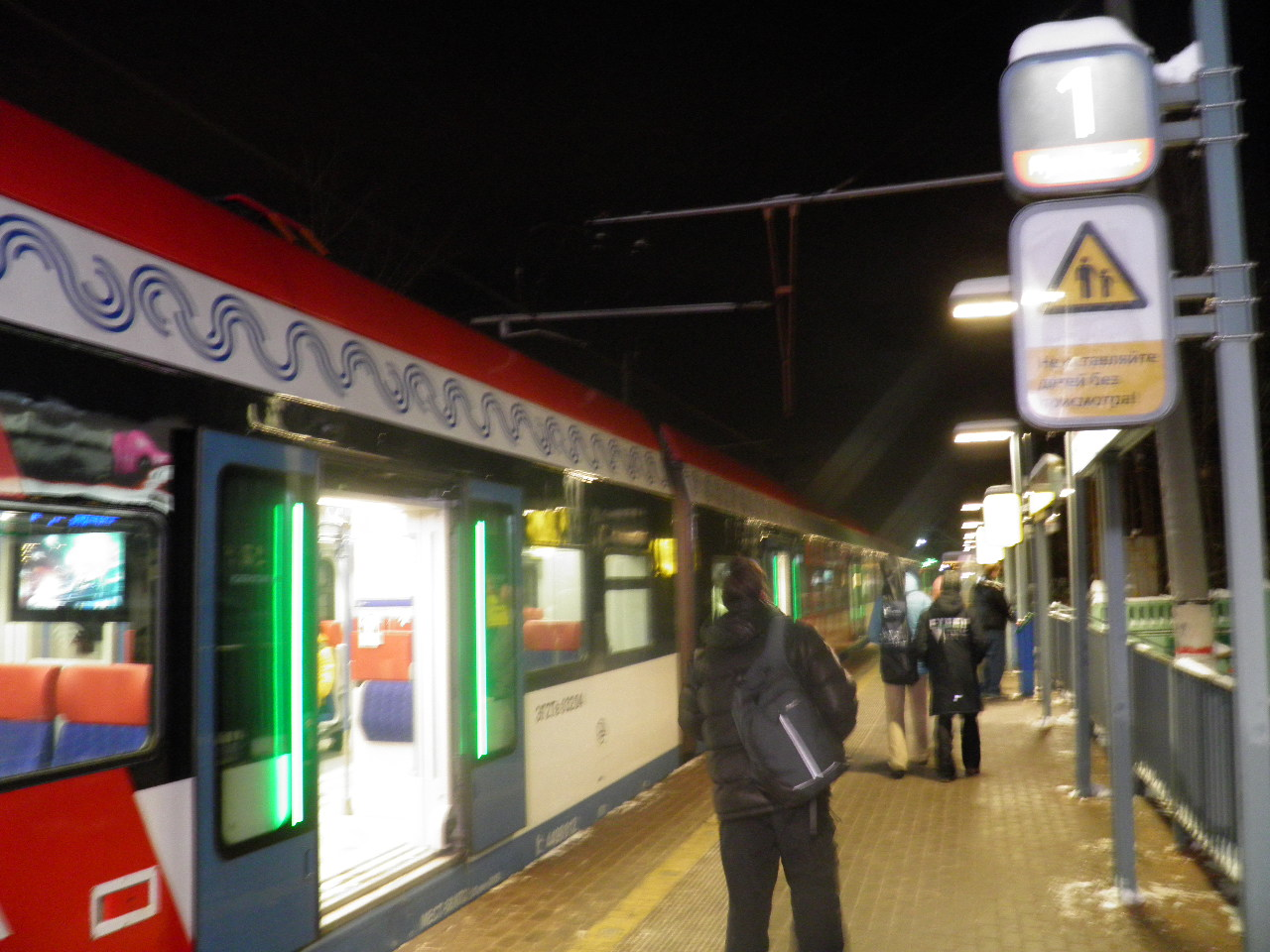
محطة كراسني بالتيتس

كراسني بالتييتس ( (بالروسية: Красный балтиец)‏ ) هي محطة مترو خفيفة لنظام النقل بالسكك الحديدية عالي السرعة  للأقطار المركزية لموسكو ، وتقع على الحدود الإدارية لمقاطعات Koptevo و Aeroport و Sokol و Voikovsky في مدينة موسكو . تستغرق الرحلة  إلى محطة مترو Dmitrovskaya ومحطة خط MCD2 دقائق ودقيقتين للوصول إلى محطة Streshnevo على الخط الدائري المركزي بموسكو .
سميت المحطة على اسم "المركز المجتمعي لعمال السكك الحديدية" " بحر البلطيق الأحمر "  الذي تم بناؤه على طراز باوهاوس في 1928-1930  بالقرب من خط السكة الحديد المطل على بحر البلطيق  افتتح لأول مرة في عام 1901.

## أنظر أيضا
- Réseau Express Régional
- كروسريل
- برلين إس- باهن